# Holz (Kurzgeschichte)

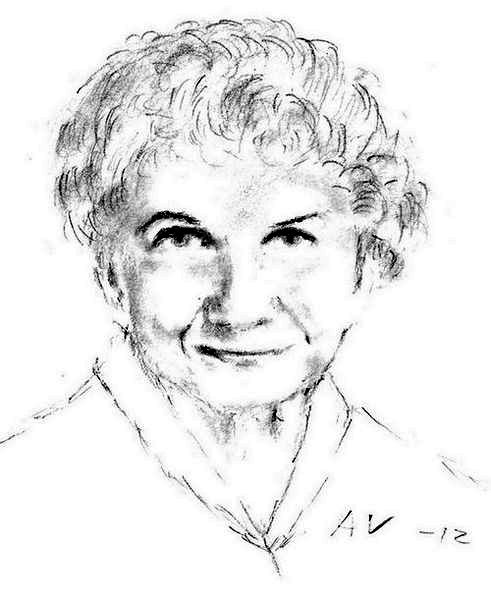
Alice Munro

Holz (im Original Wood) ist eine Erzählung von Alice Munro von 1980 bzw. 2009, in der thematisiert wird, wie Fehleinschätzungen und Realitätssinn zusammenspielen und auch wie das, was natürlich wirkt, mit dem zusammenspielt, was unglaublich zu sein scheint.
Die Geschichte handelt von Roy und Lea, die verheiratet sind. Roy arbeitet mit Holz – und vor allem mit großer Hingabe draußen beim Holzfällen, allein und im Auftrag eines Bauern mit viel Grundbesitz. Die Handlung nimmt ihren Lauf zu einem Zeitpunkt in ihrer Beziehung, als Lea erkrankt ist. Zuerst scheinen die beiden sich durch das gesundheitliche Unglück voneinander entfernt zu haben. Bei einem zweiten Unglück, das nach einer Geschichte passiert, die der alte Percy erzählt und die Roy glaubhaft erscheint, meistern Lea und Roy eine Situation gemeinsam, weil einer der beiden entgegen allem Anschein den Realitätssinn bewahrt hat.
Erstmals erschienen ist die Geschichte 1980 in The New Yorker. Fast dreißig Jahre später wurde sie in einer anderen Fassung mit einem anderen Schluss in die Sammlung Too Much Happiness (2009) aufgenommen, die in deutscher Übersetzung den Titel Zu viel Glück trägt und 2011 bei S. Fischer verlegt wurde. Im New Haven Review ist das Werk in der Fassung von 2009 kostenfrei als pdf downloadbar.

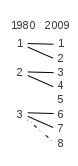
Alice Munro: "Wood" (1980 / 2009), Versions-unterschiede nach Abschnitten

Wood (2009) umfasst 22 Seiten und besteht aus acht Abschnitten. Sieben der Abschnitte haben eine Länge von zwei bis vier Seiten, aber der fünfte Abschnitt ist besonders kurz und weist nur acht Zeilen auf. Darin wird erzählt, wie Roy die Geschichte, die er von Percy gehört hat, mit Lea teilt, was sie daraufhin sagt und wie Roy vor dem zweiten Unglück ihren Kommentar einschätzt. Dieser Abschnitt ist in der Version von 1980 nicht vorhanden. Auch das Ende des ersten Abschnitts ist in der Fassung von 2009 neu, ebenso fast der gesamte letzte Abschnitt des Werks.
Als Roy im Winter beim Holzmachen einen Unfall hat, entscheidet er sich, es auf allen vieren zu versuchen, um möglichst schmerzfrei zum Auto zurückzukommen. Hier wird in einem Satz an einem Absatzbeginn ein Verb verändert: „The situation, which seemed at first so unreal to him, is getting to feel more natural“ (1980, Abschnitt 3) bzw. „The situation, which seemed at first so unreal to him, is getting to seem more natural“ (2009, Abschnitt 7). Am Ende des Absatzes wird ein Satz durch einen anderen ersetzt. In der Version von 1980 heißt es „He has stopped believing in an order of things in which it couldn't happen“. In der Version von 2009 lautet der Schluss dieses Absatzes so: „The whole thing no longer seems in the least unbelievable or unnatural“. Dies kann als ein Überarbeitungsbeispiel dienen.
Die Literaturwissenschaftlerin Lisa Dickler Awano hat sich anhand der Versionsunterschiede zwischen Wood von 1980 und von 2009 mit der Ausgestaltung der Themen von Alice Munros Erzählungen befasst. Unter anderem hat Awano anhand der von Lea und Roy eingenommenen Perspektiven herausgefunden, dass die beiden Eheleute älter geworden sind. Munro habe das Werk weitgehend überarbeitet. Neben Aspekten wie Charakterisierung, Themen und Perspektiven seien poetische Detailänderungen auf der Ebene der Rhythmisierung von Silben, der Konjunktionen und der Zeichensetzung vorgenommen worden. Die Erzählung wirke dadurch insgesamt lyrischer.